# Sunnøya
Sunnøya est une île norvégienne du comté de Hordaland appartenant administrativement à Os.

## Description
Rocheuse et couverte d'arbres, elle s'étend sur environ 542 m de longueur pour une largeur approximative de 378 m. 
Viabilisée, elle compte de nombreuses habitations, un stade, plusieurs routes et des ports de plaisance.

## Histoire
L'île comptait 27 habitants en 1801 et 35 en 1900.